# Camporotondo Etneo
Camporotondo Etneo település Olaszországban, Szicília régióban, Catania megyében. Lakosainak száma 5214 fő (2023. január 1.). Camporotondo Etneo Belpasso, Misterbianco, Motta Sant’Anastasia és San Pietro Clarenza községekkel határos.

## Népesség
A település népességének változása:
| Lakosok száma | 5075 | 5138 | 5214 |
|               | 2017 | 2018 | 2023 |